# Pont de les Escoles
El Pont de les Escoles és un pont del municipi de Terrassola i Lavit (Alt Penedès) que salva el desnivell del torrent de Mas Vendrell o de Sant Marçal, unint els nuclis de Terrassola i Lavit amb la zona de les escoles.

## Descripció
El pont té una longitud de 48 metres i una amplada d'1 metre a la zona de pas de vianants. Està construït en tres trams i es suporta sobre dos pilars, cadascun d'ells assentat a un costat del torrent de Mas Vendrell i de Sant Miquel. L'accés al pont per la banda dels nuclis de Terrassola i Lavit es fa pujant per una escala de tres esglaons de pedra; al frontal de l'esglaó superior hi ha una inscripció gravada a la pedra on es llegeix "PABLO VIDAL ROVIRA", i al frontal de l'esglaó inferior es llegeix "AÑO 1929".

## Història
Es va construir l'any 1929, gràcies a la donació del filantrop Pau Vidal i Rovira. L'obra es portà a terme a causa de l'onada de protestes per part dels habitants de Terrassola, per la raó que havien de travessar el torrent pel barri del Vilet per portar els nens a l'Escola J. J. Ràfols.
El pont es va restaurar l'any 2020 coincidint amb el centenari de la unió de Terrassola i Lavit.